# Prosopocoilus swanzianus
Prosopocoilus swanzianus es una especie de coleóptero de la familia Lucanidae.

## Distribución geográfica
Habita en Etiopía.